# Трезини, Джузеппе
Джузе́ппе Трези́ни (О́сип Петро́вич Трезини, итал. Carlo Giuseppe Trezzini; 17 октября 1697, Ля Коста, Астано — 20 мая 1768, Санкт-Петербург) — архитектор, выходец из итальянской Швейцарии, племянник и зять Доменико Трезини.

## Биография
В 1719 женился в Астано на младшей дочери Доменико Трезини, Марии Лусии Томасине (итал. Maria Lucia Tomasina Trezzini). Способствовал переезду в Санкт-Петербург нескольких семей из Тичино и Лугано.
В 1721 году поступил на русскую службу и в следующем году приехал в Санкт-Петербург. Будучи «определён к строению» Петропавловской крепости (известно, что в 1727 году он заведовал всей «штукатурною частью и украшением» крепости), Дж. Трезини был постоянно занят и другими архитектурными работами в новой русской столице. Так, в качестве помощника Д. Трезини он в 1722—1725 руководит достройкой дома князя М. П. Гагарина на Городовом острове, а в 1726 году строит по чертежу С. ван Звитена четыре каменные караульни в Галерной гавани.
С 1734 по 1756 служил архитектором в Коммерц-коллегии. В этой должности достраивал каменный гостиный двор на Васильевском острове, начатый Д. Трезини, в 1735—1736 гг. построил амбары на острове на Малой Неве (напротив церкви Святого Николая), а в 1741 году — сальные и смоляные амбары на Петровском острове. В этот же период Дж. Трезини выполнял множество работ для других ведомств:

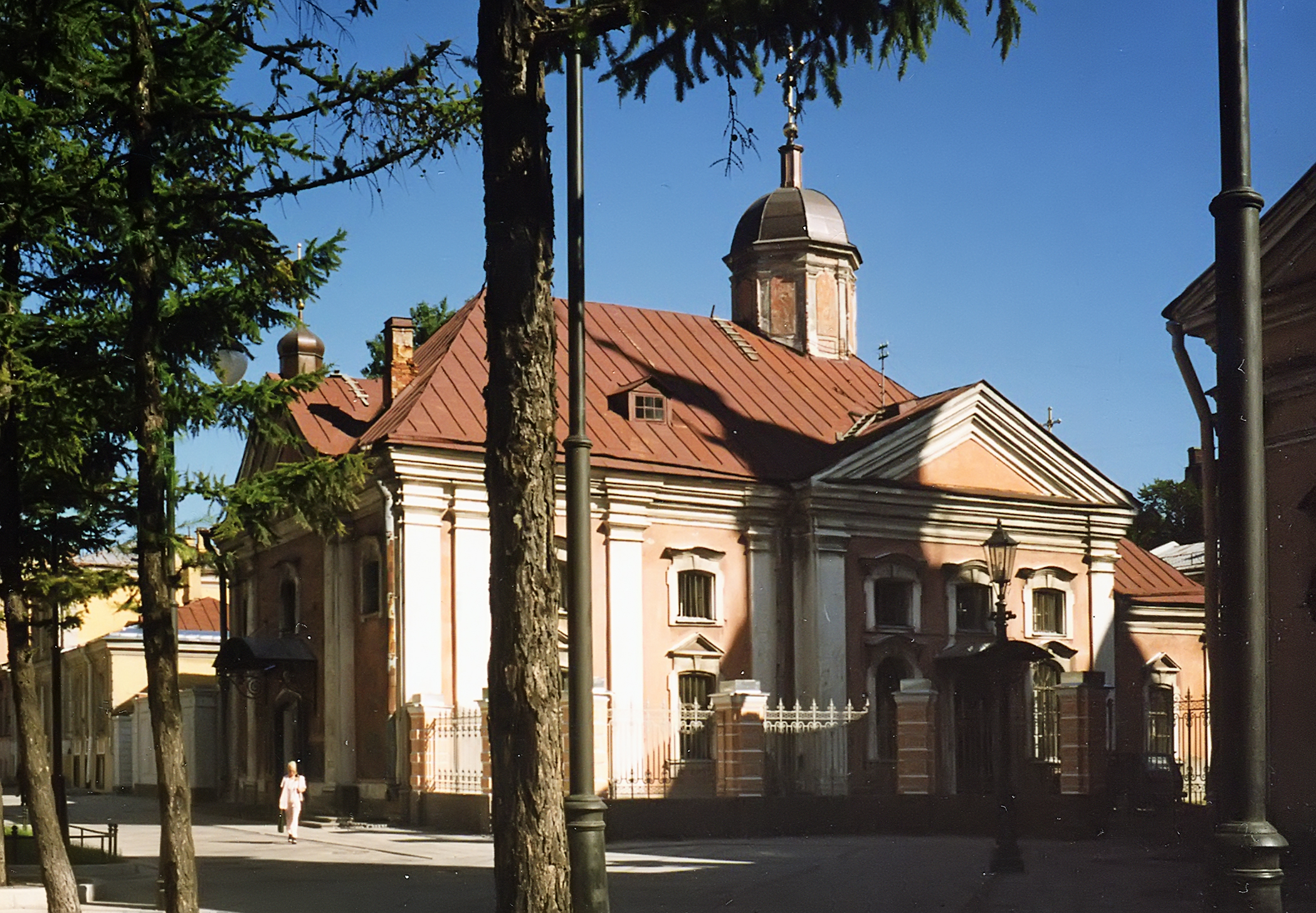
Церковь Трёх святителей на 6-й линии В.О.

- 1735—1741 — руководил достройкой здания Государственных коллегий на Васильевском острове, пристроив к его западному фасаду галерею по собственному проекту;
- 1736—1737 — перестраивал Большой Конюшенный двор
- 1737—1741 — участвовал в «Комиссии о Санкт-Петербургском строении»
- 1739—1741 — строил манеж при Зимнем дворце
- ок. 1740 — строил церковь Трёх Святителей на Васильевском острове
- 1740—1741 — перестроил каменные оранжереи Кадетского корпуса в 20 лавок
- 1744—1745 — надзирал за строительством дворца в Царском Селе
- 1744—1747 — организовал и управлял Невскими черепичным и кирпичным заводами (в ведомстве Кабинета её Величества).
- 1752—1755 — подготовительные работы на месте возведения Воронцовой дачи

В 1756 году вследствие разногласий с ревизионной конторой по поводу непредставления им отчета в использовании материалов для постройки коллегий, попросил уволить его от службы и получил отставку. Истинная причина отъезда состояла в том, что правительство весьма нетактично вмешалось в частную жизнь зодчего. При Калинкином доме была учреждена комиссия, которая боролась с «непотребством блудным». Получив донос о том, что «мастер Осип Трезин» держит у себя в доме любовницу Шарлотту Гарп (или Гарль) с дочерью и сестрой, представители властей попытались взять их под стражу, но получили со стороны хозяина дома вооружённый отпор. После этого иноземка была выслана из России на корабле, который в пути затонул.
Дж. Трезини много строил и, судя по всему, был способным управляющим строительством, но из его построек сохранилась лишь церковь Трёх Святителей и западная галерея здания Двенадцати коллегий.